# Promise City (Iowa)
Promise City – miasto w Stanach Zjednoczonych, w stanie Iowa, w hrabstwie Wayne. Zgodnie ze spisem statystycznym z 2000 roku, miasto liczyło 105 mieszkańców.